# Lumbricillus enteromorphae
Lumbricillus enteromorphae är en ringmaskart som först beskrevs av Bülow 1957.  Lumbricillus enteromorphae ingår i släktet Lumbricillus och familjen småringmaskar. Arten har ej påträffats i Sverige. Inga underarter finns listade i Catalogue of Life.